# Siniša Mladenović
Siniša Mladenović (in serbo Синиша Младеновић?; Mostar, 5 gennaio 1991) è un calciatore serbo, difensore dello Sloga Požega.

## Carriera

### Club
Il 17 luglio 2016 viene acquistato a titolo definitivo dalla squadra serba del Radnik Surdulica.